# Mogadouro, Valverde, Vale de Porco e Vilar de Rei
Mogadouro, Valverde, Vale de Porco e Vilar de Rei (llamada oficialmente União das Freguesias de Mogadouro, Valverde, Vale de Porco e Vilar de Rei) es una freguesia portuguesa del municipio de Mogadouro, distrito de Braganza.

## Historia
Fue creada el 28 de enero de 2013 en aplicación de una resolución de la Asamblea de la República de Portugal promulgada el 16 de enero de 2013 con la unión de las freguesias de Mogadouro, Vale de Porco, Valverde y Vilar de Rei, pasando su sede a estar situada en la antigua freguesia de Mogadouro.

## Demografía
| Gráfica de evolución demográfica de Mogadouro, Valverde, Vale de Porco e Vilar de Rei entre 2011 y 2021 |
| |
| Datos según el nomenclátor publicado por el INE portugués.                                              |